# Uwe Kropinski
Uwe Kropinski (Oost-Berlijn, 20 februari 1952) is een Duitse jazzmuzikant (percussie, gitaar) en componist.

## Carrière
Kropinski begon in 1966 als rockmuzikant en speelde onder andere met de zangeres Tamara Danz (zijn toenmalige vriendin) in de band Die Cropies. Van 1970 tot 1974 studeerde hij klassieke gitaar bij Dieter Rumstig en jazzgitaar aan de Berlijnse hogeschool voor muziek bij Hanns Eisler.
In 1977 begon hij met zijn concertcarrière als freejazz en improvisatie-muzikant. Tot 1986 was hij lid in verschillende jazzformaties. Hij speelde samen met Conny Bauer (1976) en verdere vooraanstaande DDR-jazzmuzikanten. Een eerste soloconcert speelde hij in de Jazzwerkstatt Peitz. Hij leidde een kwartet met de bezetting Volker Schlott (saxofoon), Günter Bartel (bas) en Peter Gröning (drums). Er volgden duetten met John Tchicai (saxofoon), Joëlle Léandre (bas) en Rudolf Dašek (gitaar). Verdere partners waren Günter 'Baby' Sommer en Adelhard Roidinger. Hij werkte mee aan diverse dansprojecten met Iris Sputh, Arila Siegert en Thomas Hartmann onder andere in het Bauhaus Dessau. Op de agenda stonden tournees dwars door Europa.
In 1986 ging hij naar Neurenberg, in 1987 naar Keulen. In 1993 ging hij met Michael Heupel op tournee naar Afrika met steun van het Goethe-Institut. In 1989 liet hij een speciale gitaar bouwen door Theo Scharpach, waarop hij nieuwe speel- en percussietechnieken ontwikkelde en die hij als enige muzikant bespeelde. In 1995 trad hij op met Jamaaladeen Tacuma. Samenwerkingen met Joachim Kühn, Rolf Kühn en Dieter Köhnlein volgden. In 1998 ging hij terug naar Berlijn.
Naast zijn concert-activiteiten geeft Kropinski improvisatie-workshops en schrijft hij talrijke composities. Samen met David Friesen brengt hij de gecomponeerde werken Guitar-guitar en Departure uit. Bovendien is hij fotograaf en cd-cover-ontwerper.

## Discografie
- 1987: So oder so (ITM Records)
- 1988: Dancing with the bass (met David Friesen) (ITM Records)
- 1989: By the Way (met Dieter Köhnlein) Aho
- 1991: Guitar Guitar (ITM Records)
- 1991: Berlin Concert (ITM Records)
- 1992: Reflections (Doppelmoppel met Conny Bauer, Hannes Bauer en Helmut 'Joe' Sachse) FMP
- 1993: First Time In Manhattan (met Cecil McBee en Pheeroan akLaff) (ITM Records)
- 1994: Dinner For Two (met Volker Schlott, Acoustic Music Records)
- 1995: African Notebook (met Michael Heupel) Aho
- 1996: In und um C (met Dieter Köhnlein) (ITM Records)
- 1996: Picture In Black And White (met John Stowell, Acoustic Music Records)
- 1997: Generations from (East) Germany (met Conny Bauer, Joachim Kühn, Rolf Kühn, Volker Schlott en Klaus Koch) Klangräume
- 1998: Aventure Québéquoise (Doppelmoppel met Conny Bauer, Hannes Bauer en Helmut 'Joe' Sachse) Victo
- 2003: Made in Istanbul (live) (met David Friesen) (ITM Records)
- 2005: Sentimental Moods (met Michael Heupel)  (ITM Records)
- 2005: American Dream Acoustic Music Records
- 2008: Marula in All met Michael Heupel, Majid Bekkas, Aly Keïta (Morgenland Records)
- 2009: Zwei met Jamaaladeen Tacuma Jazzwerkstatt
- 2012: So wie so Kropinski Solo Jazzwerkstatt
- 2013: Elf Elfen Blues met Susanne Paul (vc) Vladimir Karparov (ss,ts) Jazzwerkstatt
- 2015: Scratching the silence met Dieter Köhnlein
- 2015: gallery born, lp
- 2015: Blätter aus dem Garten der Schubartin met Ludwig Schumann (tekst, zang)

- Gemeinsame Normdatei: 134435281
- International Standard Name Identifier: 0000 0000 8009 1854
- Library of Congress Control Number: no98005723
- MusicBrainz: c4e5b2b9-a3f2-41e2-9383-2d5dfaca69d0
- Nederlandse Thesaurus van Auteursnamen: 101886101
- SNAC: w63k0w45
- Virtual International Authority File: 102481137
- WorldCat: E39PBJfrGkrYjwCdrpXWtCqCwC